# Перетворы
Перетворы — деревня в Карамышевской волости Псковского района Псковской области России.
Расположена в 5 км к югу от села Карамышево и в 37 км к востоку от центра города Пскова.
Постоянное население по состоянию на 2000 год в деревне отсутствовало.